# تاکومی آبه
تاکومی آبه (انگلیسی: Takumi Abe؛ زادهٔ ۲۶ مهٔ ۱۹۹۱) فوتبالیست اهل ژاپن است.
از باشگاه‌هایی که در آن بازی کرده‌است می‌توان به آویسپا فوکوئوکا، توکیو، و ماتسوموتو یاماگا اشاره کرد.